# Periodo Nanboku-chō
Nanbokucho (南北朝時代?, Nanbokuchō jidai), detto anche Periodo delle Corti del Nord e del Sud, è una parola giapponese con cui si designa il periodo, dal 1336 al 1392, che vide l'esistenza e la contrapposizione di due corti imperiali in Giappone nei primi anni dell'epoca Muromachi sotto lo shogunato degli Ashikaga:

Le due capitali imperiali durante il Nanbokucho:
- Nord : Kyōto
- Sud: Yoshino

la Corte del Nord, insediata da Ashikaga Takauji, aveva sede a Kyōto ed era appoggiata dal Bakufu degli Ashikaga; la Corte del Sud era stata fondata dall'imperatore Go-Daigo e aveva sede a Yoshino presso Nara.
Le due corti si contesero aspramente il prestigio e il diritto di governare per cinquant'anni fino alla sconfitta del Sud nel 1392 e la riunificazione delle due corti.
Le due corti furono sempre guidate da un monarca di sangue imperiale non interrompendo così la millenaria successione della famiglia reale, tuttavia, nonostante la sconfitta subita dalla loro parte, gli imperatori della dinastia del Sud sono considerati dagli storici, a partire dal XIX secolo, i monarchi legittimi del Giappone in quanto furono sempre in possesso delle insegne imperiali.
Gli imperatori del Nord vengono generalmente annoverati nelle genealogie come "pretendenti" al trono.

## Imperatori della Corte del Sud
- Go-Daigo (後醍醐天皇), (1288–1339, al potere nel periodo 1318-1339)
- Go-Murakami (後村上天皇), (1328–1368, al potere nel periodo 1339-1368))
- Chōkei (長慶天皇), (1343–1394, al potere nel periodo 1368-1383)
- Go-Kameyama (後亀山天皇), (1347-1424, al potere nel periodo 1383-1392)

## Imperatori della Corte del Nord (pretendenti)
- Pretendente al Nord 1: Kōgon (光厳天皇), (1313-1364, al potere nel periodo 1331-1333)
- Pretendente al Nord 2: Kōmyō (光明天皇), (1322-1380, al potere nel periodo 1336-1348)
- Pretendente al Nord 3: Sukō (崇光天皇), (1334-1398, al potere nel periodo 1348-1351)
- Interregno, dal 26 novembre 1351 fino al 25 settembre 1352
- Pretendente al Nord 4: Go-Kōgon (後光厳天皇), (1338-1374, al potere nel periodo 1352-1371)
- Pretendente al Nord 5: Go-En'yū (後円融天皇), (1359-1393, al potere nel periodo 1371-1382)